# Roman Karimov
Roman Karimov (russisk: Роман Леонидович Каримов) (født 20. juni 1984 i Ufa i Sovjetunionen) er en russisk filminstruktør.

## Filmografi
- Neadekvatnyje ljudi (Неадекватные люди, 2010)[1][2]
- Guljaj, Vasja! (Гуляй, Вася!, 2017)
- Neadekvatnyje ljudi 2 (Неадекватные люди 2, 2020)